# 加治屋成文
加治屋 成文（かじや なりふみ、1981年 - ）は、熊本県を拠点に活躍しているローカルタレント。鹿児島市出身、上天草市親善大使。

## 経歴
- 1981年 - 鹿児島県鹿児島市生まれ。九州ルーテル学院大学卒業後、熊本学園大学社会福祉学部入学。
- 2007年 - 熊本県上天草市の第三セクターの施設に就職。
- 2008年 - 上天草市の親善大使に選ばれる。
- 現在 - 熊本市にある観光施設桜の馬場 城彩苑 「湧々座（わくわくざ）」のサブリーダー。